# 諏訪村 (大分県)
諏訪村（すわむら）は、大分県大分郡にあった村。現在の大分市の一部にあたる。

## 地理
大分川支流・七瀬川の流域に位置していた

## 歴史
- 1889年（明治22年）4月1日、町村制の施行により、大分郡辻原村、竹矢村、下原村、上詰村、太田村が合併して村制施行し、諏訪村が発足[1][2]。旧村名を継承した辻原、竹矢、下原、上詰、太田の5大字を編成[2]。
- 1907年（明治40年）4月1日、大分郡野津原村と合併し野津原村が存続して廃止された[1][2]。

## 産業
- 農業